# Kepheus (Tegea)
Kepheus (altgriechisch Κηφεύς Kēpheús)  ist  in der griechischen Mythologie ein König  von Tegea und Teilnehmer der Fahrt der Argonauten. Er war ein Sohn des Königs Aleos und seiner Cousine Neaira und somit der Bruder des Lykurg, des Amphidamas und der Auge. Seine Kinder waren unter anderen Sterope, Aeropos, und Antinoe.
Als Herakles durch Arkadien zog, bat er Kepheus darum, mit seinen zwanzig Söhnen an seiner Seite zu kämpfen. Kepheus befürchtete aber, seine Nachbarn, die Argiver, würden in Tegea einfallen, sobald er die Stadt verließe und lehnte daher ab. Herakles hatte von Athene eine Strähne vom Haupt der Medusa erhalten, die er Sterope gab. Er sagte ihr, sie solle die Strähne beim Anrücken des Feindes über die Stadtmauern halten und sie würden die Flucht ergreifen. Daraufhin ließ sich Kepheus dazu bewegen, am Zug teilzunehmen. Sterope konnte mit der Strähne einen Angriff der Argiver abwehren, Kepheus aber wurde mit seinen zwanzig Söhnen auf der Fahrt erschlagen.